# Peter Maurin
Peter Maurin (Bordeaux, 9 maggio 1877 – Marlborough, 15 maggio 1949) è stato un attivista francese cattolico, cofondatore del Catholic Worker Movement (Movimento cattolico dei lavoratori), insieme a Dorothy Day, nel 1933.

## Biografia
Nato in una famiglia di agricoltori poveri nel sud della Francia, è stato il più giovane di 21 fratelli. Dopo aver trascorso un po' di tempo con i Fratelli Cristiani, si trasferì nel Canada nel 1908, per cercare di essere un uomo di famiglia, ma fu scoraggiato dalla morte della sua compagna. Dopo viaggiò nell'est dell'America per alcuni anni, e infine si stabilì a New York, dove visse il resto della sua vita.
A metà degli anni '20, Maurin stava lavorando come un insegnante di francese nei sobborghi di New York. È stato in quel momento che Maurin ha eliminato la tariffa fissa ai propri studenti e ha chiesto loro di pagare ciò che ritenevano opportuno. Pur non essendo dato per certo, si dice che ciò era dovuto alle sue letture su San Francesco d'Assisi, il quale vedeva il lavoro come un servizio alla comunità, non come un mezzo di autosoddisfazione, nello stile del pauperismo medievale.

## Dorothy Day e il lavoro cattolico
Egli ha incontrato Dorothy Day, grazie a George Shuster, che è stato redattore della rivista Commonweal Day per il quale aveva scritto.
Poi insieme hanno cominciato a pubblicare il quotidiano The Catholic Worker, nel 1933, che ha dimostrato il proprio punto di vista soprattutto in materia di economia, in una linea simile a quello istituito dal G. K. Chesterton e Hilaire Belloc in Inghilterra, un sistema alternativo sia al capitalismo che al comunismo, il cosiddetto distributismo, ispirato dalla Enciclica Rerum Novarum del Papa Leone XIII e da Tommaso d'Aquino. 
Maurin insisteva anche sull'importanza che ogni uomo avesse la sua casa, non solo i cattolici o i cristiani, ma è anche stato detto che tutti coloro che ne hanno già una, dovevano avere una "camera per Cristo".
G. K. Chesterton ha detto che la differenza tra cattolicesimo e un disinteresse altruistico è che in questo i soldi vanno alle persone che lo meritano, mentre la chiesa cattolica dà soldi a chi non li meritano.
Dopo la distribuzione di un manifesto scritto in occasione del 1º maggio 1933, Maurin ha cominciato a notare che non era abbastanza radicale. Maurin creduto che il "lavoratore cattolico" dovrebbe vivere in piccole comunità agricole, in particolare perché "non esiste disoccupazione nell'agricoltura".

## Ultimi giorni
Dopo un incidente nel 1944, Maurin ha cominciato a perdere la sua memoria, e la sua condizione psichica è peggiorata fino alla sua morte nel 1949. È stato dato il suo nome ad una fattoria-modello dei lavoratori cattolici dopo la sua morte, che opera tuttora in Marlborough, New York.

## Semplice decalogo
Questo è un semplice decalogo di Maurin pubblicato nel lavoratore cattolico
- ciò che rende un essere umano:
  - Il dare e non il prendere
  - Il servire e non comandare
  - Aiutare e non schiacciare
  - Nutrire e non divorare
  - Se è necessario, morire e non vivere
  - Gli ideali e non i compromessi
  - La fede e non l'avidità